# Arkadak
Arkadak (en russe : Аркадак) est une ville de l'oblast de Saratov, en Russie, et le centre administratif du raïon d'Arkadak. Sa population s'élevait à 10 477 habitants en 2025.

## Géographie
Arkadak est arrosée par la rivière Bolchoï Arkadak et se trouve près de son point de confluence avec la rivière Khoper, à 248 km à l'ouest de Saratov.

## Histoire
Arkadak a d'abord été un village, fondé en 1721. En 1939, il accéda au statut de commune urbaine et en 1963 à celui de ville.

## Patrimoine
Les centres d'intérêt sont le musée des arts et traditions locales, qui date de 1968, et l'église Sviato-Vosnessenskskaïa (1822). La ville est principalement constituée de maisons en bois.

## Population
Recensements (*) ou estimations de la population
| 1959*  | 1970*  | 1979*  | 1989*  |
| ------ | ------ | ------ | ------ |
| 14 790 | 14 742 | 14 061 | 14 244 |

| 2002*  | 2010*  | 2012   | 2013   |
| ------ | ------ | ------ | ------ |
| 14 438 | 12 845 | 12 612 | 12 477 |

| 2014   | - | - | - |
| ------ | - | - | - |
| 12 328 | - | - | - |